# ストライク (企業)
株式会社ストライク（英: Strike Company,Limited）は、M&A仲介会社。新日本監査法人出身の公認会計士であった荒井邦彦によって1997年に設立された日本のコンサルティング会社。

## 特徴
後継者問題を抱えるオーナー企業や上場企業の子会社など、年商1～100億円程度の中堅中小企業のM&A仲介を事業の中心としている。日本初のインターネットM&A市場「SMART」を運営し、M&Aのマッチングの効率化を図っている。
また、民事再生案件等に対する助言も行っており、2008年7月24日に民事再生法の適用申請を行った三平建設では、スポンサー企業となったライト工業とともに新生三平ファンド1号匿名組合の営業者となっている。東京商工会議所のM&Aサポートシステムの登録M&Aアドバイザーにも指名されている。

## 沿革
- 1997年7月 - 法人設立
- 1999年1月 - M&A市場SMARTをインターネット上に開設。
- 2002年8月 - 東京都渋谷区から東京都千代田区へ本社を移転。
- 2009年6月 - 東京都千代田区三番町から六番町へ本社を移転。
- 2016年6月 - 東京証券取引所マザーズに上場。
- 2016年8月 - 東京都千代田区六番町から大手町へ本社を移転。
- 2017年6月 - 東証一部へ市場変更